# Virachola affinis
Virachola affinis är en fjärilsart som beskrevs av Rothschild 1915. Virachola affinis ingår i släktet Virachola och familjen juvelvingar. Inga underarter finns listade i Catalogue of Life.